# 関口知宏
関口 知宏（せきぐち ともひろ、1972年7月1日 - ）は日本の俳優、タレントである。本名は関口 智宏（読み同じ）。血液型はA型で身長183センチメートル、東京都出身で、三桂（旧関口宏事務所）に所属する。静岡県伊東市が地元である。
父は関口宏で母は西田佐知子の一人息子、父方の祖父は佐野周二で半叔父は佐野守である。

## 来歴
立教小学校(1978年11月に合格通知が届いた)、立教中学校、立教高等学校、立教大学経済学部経営学科、それぞれを卒業して米国ユタ州に1年間留学した。
大学卒業後の1996年から三桂に所属し、ドラマ『MMR未確認飛行物体』(「自分の気持ちとしてはこれがデビュー作。」と語っている)と映画『あぶない刑事リターンズ』に出演する。その後数々のドラマ・バラエティーに出演しながら28歳から31歳まで伊豆で生活した。
2004年にNHKBS『列島縦断 鉄道12000キロの旅 〜最長片道切符でゆく42日〜』をこなす。
2004年夏から毎年静岡県伊東市の大室山で私的に「大室山ライブ」を行う。
2005年春にNHKのスペシャルドラマ『望郷』で初めてドラマ主演し、『列島縦断 鉄道12000kmの旅』の続編として未乗車区間のJR線を乗りつくすため『列島縦断 鉄道乗りつくしの旅〜JR20000km全線走破〜』でJR全路線を走破した。
海外の鉄道旅行に造詣が深く、NHKハイビジョン特集でドイツ鉄道旅行記、イギリス鉄道旅行記、2007年4月から『関口知宏の中国鉄道大紀行 〜最長片道ルート36000kmをゆく〜』などに出演した。長期間の海外滞在や列車移動の負担は大きく、中国の旅が終了する11月18日を最後に「乗りつくし」の旅から引退することを2007年8月27日に表明した。2007年11月27日放送NHK『スタジオパーク』に出演して「一度0（ゼロ）に戻すという意味での旅からの引退。ただ、また（どのような形になるかわからないが）皆さんとは旅でお会いしたい」と述べた。
2008年5月10日に第16回橋田賞を受賞する。
2015年、鉄道紀行番組『関口知宏のヨーロッパ鉄道の旅』でオランダを皮切りにヨーロッパ各国を巡る。
本業の傍らバンドで活動し、自らプロデュース、演奏、歌唱したCDを発売した。

## 人物
- 東京出身だが、母が大阪出身のため時折言葉が上方言葉っぽくなる。

- 愛称は「せっきー」。幼少期に両親と旭化成のCMに登場した。

- 結婚は相手を探す暇がない[4]。

### 趣味・特技
- 鉄道旅行、車、楽器いじり、作曲、縄文研究など。
- 「列島縦断」シリーズで披露した笛のほかピアノ、ギター、ドラム、作曲などをたしなむ。

### 愛車
- 1960年代のオースチン・ヒーレー

### 鉄道
鉄道車両の中では特にSLに思い入れがあり、番組内でC57、D51、DD51などの形式を語るが、鉄道マニアではなく深い知識もない。最も好きなSLはC62。

## 出演

### ドラマ
- 木曜の怪談「MMR未確認飛行物体」（1996年4月 - 6月、フジテレビ） - 山下剛 役
  - 木曜の怪談特別編「MMR未確認飛行物体・ノストラダムスの大予言」（1996年11月28日・12月5日、フジテレビ） - 山下剛 役
- いちばん大切なひと 第9回 - 第11回（1997年6月13日 - 27日、TBS） - 山中要 役
- 連続テレビ小説「あぐり」（1997年4月 - 9月、NHK総合） - 岩本尚久 役
- 心療内科医・涼子（1997年10月 - 12月、読売テレビ） - 野田周平 役
- 月曜ドラマスペシャル「山村美紗サスペンス 名探偵キャサリン」第4作 - 第6作（1998年1月5日・6月1日・11月30日、TBS） - 松本次郎 役
- 東芝日曜劇場 「まかせてダーリン」（1998年1月 - 3月、TBS） - 高樹 役
- 水曜ドラマシリーズ「私の中の誰か〜買い物依存症の女たち」（1998年5月6日 - 6月17日、NHK総合）
- ボーイハント（1998年7月 - 9月、フジテレビ） - 秋元良平 役
- NHKドラマ館「35歳・夢の途中」（1998年10月24日、NHK総合）
- 正月時代劇「蒼天の夢 松陰と晋作・新世紀への挑戦」（2000年1月3日、NHK総合） - 久坂玄瑞　役
- ドラマ家族模様「晴れ着ここ一番」（2000年3月 - 6月、NHK総合） - 沢口達也 役
- 土曜特集ドラマ「MUSIC IN ドラマ 歌恋温泉へようこそ」（2001年3月3日、NHK総合）
- マリア（2001年7月、TBS） - 富田耕三 役
- レッド（2001年10月 - 12月、東海テレビ放送） - 冬樹 役
- 大河ドラマ 利家とまつ〜加賀百万石物語〜（2002年1月 - 12月、NHK総合） - 中川光重　役
- ギンザの恋（2002年1月 - 2月、読売テレビ） - 田口陽介 役
- 木曜劇場「恋愛偏差値」 第一章「燃えつきるまで」（2002年7月4日 - 28日、フジテレビ） - 沢田耕一郎 役
- ナイトホスピタル〜病気は眠らない〜（2002年10月 - 12月、読売テレビ） - 加藤治 役
- 月曜ドラマシリーズ「麻婆豆腐の女房」（2003年5月 - 6月、NHK総合） - 沢田 役
- 金曜エンタテイメント「夏樹静子ミステリー アリバイの彼方に」第3作・第4作（2004年5月14日・2005年11月11日、フジテレビ） - 吉岡光雄 役
- 月曜ミステリー劇場（TBS）
  - ホステス探偵危機一髪 第6作（2004年5月31日） - 葉山晃 役
  - 走れ!事件記者 娘に捧げる最後のスクープ（2006年2月27日、TBS）
- 愛の劇場「ママは女医さん」（2004年10月18日 - 11月26日、TBS） - 早瀬浩介 役
- NHKスペシャル（NHK総合）
  - 終戦60年企画 ドキュメンタリードラマ「望郷」（2005年5月7日） - 主演・渡辺俊男 役
  - ドキュメンタリードラマ「働き盛りのがん」（2009年12月26日） - 主演・関原健夫 役
- 土曜ドラマ「ディロン〜運命の犬」（2006年5月20日 - 7月1日、NHK総合） - 森山裕二 役
  - 土曜ドラマスペシャル「ディロン〜クリスマスの約束」（2006年12月23日、NHK総合） - 森山裕二 役
  - ディロン〜運命の犬ふたたび（2008年9月15日、NHK総合） - 森山裕二 役

### 映画
- あぶない刑事リターンズ（1996年9月） - 虎井祐輔 役 ※デビュー作
- SHADY GROVE（1999年） - 小野清一 役
- 樹海のふたり（2013年）  - 近藤医師 役 ※音楽も担当
- 波乗りオフィスへようこそ（2019年4月） - 主演・徳永健志 役

### アニメ
- 雪の女王（2005年5月 - 2006年2月、NHK総合） - ハンス・アレキサンドル・ホルム 役

### 紀行番組
- 列島縦断 鉄道12000キロの旅 〜最長片道切符でゆく42日〜[5]（NHK BShi・NHK BS2、2004年5月6日 - 6月23日）
  - 列島縦断 鉄道乗りつくしの旅〜JR20000km全線走破〜（NHK BShi・NHK BS2、2005年3月21日 - 5月14日（春編）、9月26日 - 11月3日（秋編））
- 関口知宏が行く ドイツ鉄道の旅（NHK BShi・NHK BS2、2005年9月22日）
  - 関口知宏が行くヨーロッパ鉄道の旅（NHK BShi・NHK BS2）[6]
    - イギリス・自然と優しさに迎えられて（2006年7月10日）
    - スペイン・太陽と音楽の国（2006年7月11日）
    - ギリシャ・トルコ 陽気な人々と神秘の大自然に抱かれて（2006年10月16日）
    - スイス・アルプス 輝く緑と湖の国（2006年10月17日）
- 関口知宏の中国鉄道大紀行 〜最長片道ルート36000kmをゆく〜（NHK BShi、2007年4月7日 - 6月10日、9月1日 - 11月18日）
  - 関口知宏と高校生の旅 中国縦断2500km（NHK総合 2012年10月13日）
    - 【改題】関口知宏 再び中国へ〜大陸縦断ふれあいの旅〜 (NHK BSプレミアム、2012年12月9日・16日)
- 関口知宏のヨーロッパ鉄道の旅 (NHK BSプレミアム、2015年8月29日 - 2017年3月25日）

### その他のテレビ番組
- 特命リサーチ200X（日本テレビ、1996年 - 2002年） - 片山健 役
- アンナ音版（日本テレビ、1999年）
- スタジオパークからこんにちは（NHK総合、2000年4月7日 - 2001年3月23日） - 司会
- 関口知宏の地球サポーター（テレビ東京、2006年4月7日 - 2008年月28日）
- 関口知宏のファーストジャパニーズ（NHK BS1、2008年4月5日 - 2010年3月）
- NHK番組たまご「関口知宏のOnly1」（NHK BS1、2010年1月11日）
  - 関口知宏のOnly1（NHK BS1、2010年4月3日 - 2011年2月5日）
- ワイド!スクランブル（テレビ朝日、2013年4月1日 - 9月24日） - 火曜日「関口知宏の現場主義」
- NHK高校講座「地学基礎」（NHK Eテレ、2013年4月 - 2014年3月（2019年3月までループ放送） ）

### ラジオ
- エンカレ!（TOKYO FM）
- JR EAST ECO TRAIN（TOKYO FM、2008年4月13日 - 2009年2月5日）

### テレビCM
- ライオン「システマ」
- J-PHONE（現・ソフトバンクモバイル）（神保悟志と共演）
- 東海デジタルホン　スカイウォーカー編 （1998年）
- JR「列車で行こう　どこまでも。」（2007年）駅貼りポスター
- 富山第一銀行（2011年 - ）

## 著書
- 『列島縦断 鉄道12000kmの旅　絵日記でめぐる43日間』 ISBN 4198619328
- 『列島縦断 鉄道乗りつくしの旅 JR20000km全線走破 春編　絵日記でめぐる35日間』 ISBN 4198620334
- 『関口知宏が行く　ドイツ鉄道の旅』（ドイツ鉄道の旅の絵日記） ISBN 4198621195
- 『列島縦断 鉄道乗りつくしの旅 JR20000km全線走破 秋編　絵日記でめぐる34日間』 ISBN 4198621187
- 『関口知宏「列島縦断」シリーズ 3巻セット』ISBN 4198690022
- 『関口知宏が行く イギリス鉄道の旅』ISBN 419862206X
- 『関口知宏が行く スペイン鉄道の旅』ISBN 4198622302
- 『関口知宏が行く ギリシャ・トルコ鉄道の旅』ISBN 4198622701
- 『関口知宏が行く スイス鉄道の旅』ISBN 4198622841
- 『関口知宏のヨーロッパ鉄道大紀行 オランダ、ベルギー、オーストリア、チェコの40日間』ISBN 4198642540
- 『「ことづくりの国」日本へ――そのための「喜怒哀楽」世界地図』